# U-702
Unterseeboot 702 foi um submarino alemão do Tipo VIIC, pertencente a Kriegsmarine que atuou durante a Segunda Guerra Mundial.

## Comandantes
| Comandante                       | Data                                       |
| -------------------------------- | ------------------------------------------ |
| KrvKpt. Wolf-Rüdiger von Rabenau | 3 de setembro de 1941 - 3 de abril de 1942 |

## Subordinação
Durante o seu tempo de serviço, esteve subordinado às seguintes flotilhas:
| Período                                         | Flotilha                                  |
| ----------------------------------------------- | ----------------------------------------- |
| 3 de setembro de 1941 - 28 de fevereiro de 1942 | 5. Unterseebootsflottille (treinamento)   |
| 1 de março de 1942 - 3 de abril de 1942         | 7. Unterseebootsflottille (serviço ativo) |